# Notommata spinata
Notommata spinata är en hjuldjursart som beskrevs av Koste och Russell J.Shiel 1991. Notommata spinata ingår i släktet Notommata och familjen Notommatidae. Inga underarter finns listade i Catalogue of Life.